# Joy Division/Diskografie
Diese Diskografie ist eine Übersicht über die musikalischen Werke der britischen Post-Punk-Band Joy Division. Den Schallplattenauszeichnungen zufolge hat sie bisher mehr als 2,4 Millionen Tonträger verkauft. Ihre erfolgreichste Veröffentlichung ist die Single Love Will Tear Us Apart mit über 1,2 Millionen verkauften Einheiten.
Die Band veröffentlichte bis zu ihrer offiziellen Auflösung, nach dem Tod des Sängers Ian Curtis 1980, zwei Studioalben, fünf Singles und eine EP. Von diesen Veröffentlichungen wurde die auf 1.578 Exemplare limitierte Single Licht und Blindheit ausschließlich in Frankreich über Sordide Sentimental vertrieben.
Die im Selbstverlag herausgegebene Debüt-7″-Single An Ideal for Living wurde kurz nach der Veröffentlichung, aufgrund schlechter Klangqualität und einer kontroversen Gestaltung, überarbeitet und als 12″-EP erneut veröffentlicht. Die Gestaltung der Single She’s Lost Control wurde für den US-amerikanischen Markt verändert und mit einer variierenden Katalognummer versehen.
Das Album Closer sowie die Singles Love Will Tear Us Apart und Komakino erschienen zwei Monate nach Curtis’ Tod. Closer stieg als erste Joy-Division-Veröffentlichung in die britischen Charts ein. Kurz darauf folgte der Charterfolg des Debütalbums und der Single Love will Tear Us Apart. Die höchste Chartplatzierung gelang der 1981 erschienenen Kompilation Still, welche im Oktober desselben Jahres in die britischen Albumcharts einstieg, sich zwölf Wochen dort behauptete und den fünften Platz der Top 10 erreichte.
Nach dem Suizid des Sängers und der Umgründung der Gruppe in New Order erschienen diverse Kompilationen, Livealben und Radiosession-Aufnahmen aus der aktiven Zeit der Gruppe.

## Allgemeine Hinweise zur Interpretation
Zu den Charts ist jeweils die höchste Platzierung angegeben und der Gesamtverbleib in Wochen (Wo.) vermerkt.
Die Tonträger der Band wurden mehrmals in unregelmäßigen Abständen neu aufgelegt. Am 17. September 2007 wurden beispielsweise neu gemasterte Albenvarianten herausgebracht, mit unter anderem erweiterten Begleitheften oder Bonus-Tonträger mit zuvor unveröffentlichten Aufnahmen. Darüber hinaus existiert eine Fülle unterschiedlicher Bootlegs in variierender Qualität.

## Alben

### Studioalben
| Jahr | Titel Musiklabel Katalog-Nr.              | Höchstplatzierung, Gesamtwochen, AuszeichnungChartplatzierungen (Jahr, Titel, Musiklabel Katalog-Nr., Platzierungen, Wochen, Auszeichnungen, Anmerkungen, Zusatzinformationen) | Höchstplatzierung, Gesamtwochen, AuszeichnungChartplatzierungen (Jahr, Titel, Musiklabel Katalog-Nr., Platzierungen, Wochen, Auszeichnungen, Anmerkungen, Zusatzinformationen) | Höchstplatzierung, Gesamtwochen, AuszeichnungChartplatzierungen (Jahr, Titel, Musiklabel Katalog-Nr., Platzierungen, Wochen, Auszeichnungen, Anmerkungen, Zusatzinformationen) | Höchstplatzierung, Gesamtwochen, AuszeichnungChartplatzierungen (Jahr, Titel, Musiklabel Katalog-Nr., Platzierungen, Wochen, Auszeichnungen, Anmerkungen, Zusatzinformationen) | Höchstplatzierung, Gesamtwochen, AuszeichnungChartplatzierungen (Jahr, Titel, Musiklabel Katalog-Nr., Platzierungen, Wochen, Auszeichnungen, Anmerkungen, Zusatzinformationen) | Anmerkungen                                             | Zusatzinformationen |
| Jahr | Titel Musiklabel Katalog-Nr.              | DE | AT | CH | UK | US | Anmerkungen                                             | Zusatzinformationen |
| ---- | ----------------------------------------- | --- | --- | --- | --- | --- | ------------------------------------------------------- | --- |
| 1979 | Unknown Pleasures Factory Records FACT-10 | DE20 a (1 Wo.)DE | AT23 a (1 Wo.)AT | CH98 a (1 Wo.)CH | UK5 Platin · (3 Wo.)UK | — | Erstveröffentlichung: 15. Juni 1979 Verkäufe: + 332.500 | Unknown Pleasures wurde in den Strawberry Studios in Stockport unter der produzierenden Aufnahmeleitung von Martin Hannett eingespielt. Als Tontechniker brachte sich Chris Nagel ein. Das erweiterte Begleitheft der Neuauflage enthält Linernotes von Paul Savage und Fotografien von Kevin Cummins. Die Bonus-CD enthält Aufnahmen des Konzerts vom 13. Juli 1979 im Russels Club (Factory Club Nacht) in Manchester. |
| 1980 | Closer Factory Records FACT-25            | DE13 b (1 Wo.)DE | AT68 b (1 Wo.)AT | CH23 b (1 Wo.)CH | UK6 Gold · (9 Wo.)UK | — | Erstveröffentlichung: 18. Juli 1980 Verkäufe: + 100.000 | Closer wurde im gleichen Studio aufgenommen. Hannett war erneut als Produzent, diesmal auch als Tontechniker beteiligt. Das erweiterte Begleitheft der Neuauflage enthält Linernotes von Paul Morley und Fotografien von Anton Corbijn. Die Bonus-CD enthält Aufnahmen des Konzerts vom 8. Februar 1980 in der University of London.                                                                                     |

grau schraffiert: keine Chartdaten aus diesem Jahr verfügbar

### Livealben
| Jahr | Titel Musiklabel Katalog-Nr.                           | Anmerkungen                         | Zusatzinformationen |
| ---- | ------------------------------------------------------ | ----------------------------------- | --- |
| 1999 | Preston 28 February 1980 NMC Music FACD 2.60           | Erstveröffentlichung: 13. Juli 1999 | Aufnahme: The Warehouse, Preston, England (28. Februar 1980) |
| 2001 | Les Bains Douches 18 December 1979 NMC Music FACD 2.60 | Erstveröffentlichung: 4. April 2001 | Aufnahme: 1–9: Les Bains Douches, Paris, Frankreich (18. Dezember 1979) 10–12: Paradiso Club, Amsterdam, Niederlande (11. Januar 1980) 13–16: Effenaar, Eindhoven, Niederlande (18. Januar 1980) |

### Kompilationen
| Jahr | Titel Musiklabel Katalog-Nr.                                                           | Höchstplatzierung, Gesamtwochen, AuszeichnungChartplatzierungen (Jahr, Titel, Musiklabel Katalog-Nr., Platzierungen, Wochen, Auszeichnungen, Anmerkungen, Zusatzinformationen) | Höchstplatzierung, Gesamtwochen, AuszeichnungChartplatzierungen (Jahr, Titel, Musiklabel Katalog-Nr., Platzierungen, Wochen, Auszeichnungen, Anmerkungen, Zusatzinformationen) | Höchstplatzierung, Gesamtwochen, AuszeichnungChartplatzierungen (Jahr, Titel, Musiklabel Katalog-Nr., Platzierungen, Wochen, Auszeichnungen, Anmerkungen, Zusatzinformationen) | Höchstplatzierung, Gesamtwochen, AuszeichnungChartplatzierungen (Jahr, Titel, Musiklabel Katalog-Nr., Platzierungen, Wochen, Auszeichnungen, Anmerkungen, Zusatzinformationen) | Höchstplatzierung, Gesamtwochen, AuszeichnungChartplatzierungen (Jahr, Titel, Musiklabel Katalog-Nr., Platzierungen, Wochen, Auszeichnungen, Anmerkungen, Zusatzinformationen) | Anmerkungen                                                           | Zusatzinformationen |
| Jahr | Titel Musiklabel Katalog-Nr.                                                           | DE | AT | CH | UK | US | Anmerkungen                                                           | Zusatzinformationen |
| ---- | -------------------------------------------------------------------------------------- | --- | --- | --- | --- | --- | --------------------------------------------------------------------- | --- |
| 1980 | Substance 1977–1980 Factory Records FACT-250                                           | — | — | — | UK7 c Gold · (8 Wo.)UK | US146 c (8 Wo.)US | Erstveröffentlichung: 11. Juli 1980 Verkäufe: + 100.000               | Tontechnik: Joy Division, Martin Hannett; Singlestücke und Samplerbeiträge. Die CD-Version wurde um sieben Titel ergänzt. 2015 wurde eine um zwei weitere Stücke, darunter eine unveröffentlichte Variante von Love Will Tear Us Apart, erweiterte Version veröffentlicht. |
| 1981 | Still Factory Records FACT-40                                                          | DE56 d (1 Wo.)DE | — | — | UK5 Gold · (13 Wo.)UK | — | Erstveröffentlichung: 8. Oktober 1981 Verkäufe: + 100.000             | Tontechnik: Chris Nagel; Unveröffentlichte Konzertaufnahmen zweier Konzerte. Das letzte Konzert der Band in der Birmingham University vom 2. Mai 1980 sowie das Stück Sister Ray aus dem Londoner Moonlight Club vom 2. April 1980. Das erweiterte Begleitheft der Neuauflage enthält Linernotes von Jon Wozencroft und Fotografien von Jill Furmanovsky. Die Bonus-CD enthält Aufnahmen des Konzerts vom 13. Juli 1979 im Russels Club. |
| 1990 | The Peel Sessions Strange Fruit Records SFRLP111                                       | — | — | — | — | — | Erstveröffentlichung: September 1990                                  | Tontechnik: Bob Jones, Bob Sargeant, Tony Wilson; Beide Peel-Session-EPs. Die Erstauflage wurde auf 1000 Exemplare limitiert. 2000 wurde das Album als Teil von The Complete BBC Recordings wiederveröffentlicht. |
| 1995 | Permanent London Records 828624.1                                                      | — | — | — | UK16 Gold · (3 Wo.)UK | — | Erstveröffentlichung: 15. August 1995 Verkäufe: + 100.000             | Tontechnik: Martin Hannett; Sammlung von Studioaufnahmen. |
| 2000 | The Complete BBC Recordings Strange Fruit Records SFRSCD094                            | — | — | — | — | — | Erstveröffentlichung: 24. Oktober 2000                                | Tontechnik: Nick Gomm, Bob Jones, Bob Sargeant, Tony Wilson; Beide Peel-Session-EPs, inklusive der Tonaufnahmen von Something Else bei BBC 2, und ein, durch Richard Skinner geführtes, Interview mit Curtis und Morris. |
| 2007 | Martin Hannett’s Personal Mixes Interstate Records CD10797                             | — | — | — | — | — | Erstveröffentlichung: 18. Mai 2007                                    | Tontechnik: Martin Hannett; Einzelne Aufnahmespuren und Alternativversionen. |
| 2008 | The Best of Joy Division London Records R2 474236 (EU) Rhino Records 5144-27302-2 (US) | — | — | — | UK63 Gold · (2 Wo.)UK | — | Erstveröffentlichung: 24. März 2008 Verkäufe: + 100.000               | Tontechnik: Nick Gomm, Martin Hannett, Bob Jones, Joy Division, Bob Sargeant, Tony Wilson; Sammlung von Studioaufnahmen, ergänzt um The Complete BBC Recordings. |
| 2011 | Total – From Joy Division to New Order Rhino Records 5249-86479-5                      | — | — | — | UK51 Gold · (2 Wo.)UK | — | Erstveröffentlichung: 6. Juni 2011 Verkäufe: + 100.000; mit New Order | Tontechnik: Martin Hannett; Sammlung von Studioaufnahmen beider Gruppen mit Schwerpunkt auf New Order. |

grau schraffiert: keine Chartdaten aus diesem Jahr verfügbar

### EPs
| Jahr | Titel Musiklabel Katalog-Nr.                            | Höchstplatzierung, Gesamtwochen, AuszeichnungChartplatzierungen (Jahr, Titel, Musiklabel Katalog-Nr., Platzierungen, Wochen, Auszeichnungen, Anmerkungen, Zusatzinformationen) | Höchstplatzierung, Gesamtwochen, AuszeichnungChartplatzierungen (Jahr, Titel, Musiklabel Katalog-Nr., Platzierungen, Wochen, Auszeichnungen, Anmerkungen, Zusatzinformationen) | Höchstplatzierung, Gesamtwochen, AuszeichnungChartplatzierungen (Jahr, Titel, Musiklabel Katalog-Nr., Platzierungen, Wochen, Auszeichnungen, Anmerkungen, Zusatzinformationen) | Höchstplatzierung, Gesamtwochen, AuszeichnungChartplatzierungen (Jahr, Titel, Musiklabel Katalog-Nr., Platzierungen, Wochen, Auszeichnungen, Anmerkungen, Zusatzinformationen) | Höchstplatzierung, Gesamtwochen, AuszeichnungChartplatzierungen (Jahr, Titel, Musiklabel Katalog-Nr., Platzierungen, Wochen, Auszeichnungen, Anmerkungen, Zusatzinformationen) | Anmerkungen                             | Zusatzinformationen |
| Jahr | Titel Musiklabel Katalog-Nr.                            | DE | AT | CH | UK | US | Anmerkungen                             | Zusatzinformationen |
| ---- | ------------------------------------------------------- | --- | --- | --- | --- | --- | --------------------------------------- | --- |
| 1978 | An Ideal for Living Anonymous ANON 001                  | — | — | — | — | — | Erstveröffentlichung: 10. Oktober 1978  | Aufnahmestudio: Pennin Sound Studio, Oldham; Produktion: Paul Morley; Die Singleversion litt aufgrund einer engen Pressung an schlechter Klangqualität.                                          |
| 1986 | Joy Division Peel Session Strange Fruit SFPS 013        | — | — | — | UK96 (2 Wo.)UK | — | Erstveröffentlichung: 1. November 1986  | Aufnahmestudio: BBC Studios, London; Produktion: Joy Division und Bob Sargeant; Am 31. Januar 1979 für die Radiosendung von John Peel aufgenommen und am 14. Februar 1979 erstmals ausgestrahlt. |
| 1987 | Joy Division Peel Session (1987) Strange Fruit SFPS 033 | — | — | — | UK98 (1 Wo.)UK | — | Erstveröffentlichung: 1. September 1987 | Aufnahmestudio: BBC Studios, London; Produktion: Bob Jones und Tony Wilson; Am 26. November 1979 für die Radiosendung von John Peel aufgenommen und am 10. Dezember 1979 erstmals ausgestrahlt.  |

grau schraffiert: keine Chartdaten aus diesem Jahr verfügbar

## Singles
| Jahr | Titel Musiklabel Katalog-Nr.                                                   | Höchstplatzierung, Gesamtwochen, AuszeichnungChartplatzierungen (Jahr, Titel, Musiklabel Katalog-Nr., Platzierungen, Wochen, Auszeichnungen, Anmerkungen, Zusatzinformationen) | Höchstplatzierung, Gesamtwochen, AuszeichnungChartplatzierungen (Jahr, Titel, Musiklabel Katalog-Nr., Platzierungen, Wochen, Auszeichnungen, Anmerkungen, Zusatzinformationen) | Höchstplatzierung, Gesamtwochen, AuszeichnungChartplatzierungen (Jahr, Titel, Musiklabel Katalog-Nr., Platzierungen, Wochen, Auszeichnungen, Anmerkungen, Zusatzinformationen) | Höchstplatzierung, Gesamtwochen, AuszeichnungChartplatzierungen (Jahr, Titel, Musiklabel Katalog-Nr., Platzierungen, Wochen, Auszeichnungen, Anmerkungen, Zusatzinformationen) | Höchstplatzierung, Gesamtwochen, AuszeichnungChartplatzierungen (Jahr, Titel, Musiklabel Katalog-Nr., Platzierungen, Wochen, Auszeichnungen, Anmerkungen, Zusatzinformationen) | Anmerkungen                                               | Zusatzinformationen |
| Jahr | Titel Musiklabel Katalog-Nr.                                                   | DE | AT | CH | UK | US | Anmerkungen                                               | Zusatzinformationen |
| ---- | ------------------------------------------------------------------------------ | --- | --- | --- | --- | --- | --------------------------------------------------------- | --- |
| 1978 | An Ideal for Living Enigma PSS 139 • Anonymus A-NON-1                          | — | — | — | — | — | Erstveröffentlichung: 3. Juni 1978                        | Aufnahmestudio: Pennin Sound Studio, Oldham; Produktion: Paul Morley; Die Single wurde kurz nach Veröffentlichung, aufgrund schlechter Klangqualität, remastert und als EP mit neuem Artwork erneut veröffentlicht. Das Label Enigma wurde von Sumner zum Verlag der Single gegründet und bald darauf in Anonymus umbenannt, da es bereits ein Label namens Enigma gab. Die Erstauflage war auf 1.000 Exemplare begrenzt. |
| 1979 | Transmission Factory FAC-13                                                    | — | — | — | — | — | Erstveröffentlichung: 16. November 1979                   | Aufnahmestudio: Strawberry Studios, Stockport; Produktion: Martin Hannett; Die Erstauflage umfasste 10.000 Exemplare. 1981 wurde die ursprüngliche 7″-Single als 12″-Single mit neuem Artwork erneut herausgegeben. |
| 1980 | Licht und Blindheit Sordide Sentimental SS 33022                               | — | — | — | — | — | Erstveröffentlichung: 18. März 1980                       | Aufnahmestudio: Cargo Studios, Rochdale; Produktion: Hannett; Die nur in Frankreich erhältliche Erstauflage umfasste nummerierte 1.578 Exemplare und wurde als Teil des französischen Fanzines Sordide Sentimental herausgegeben. |
| 1980 | Komakino Factory FAC-28                                                        | — | — | — | — | — | Erstveröffentlichung: 18. Juli 1980                       | Aufnahmestudio: Strawberry Studios; Produktion: Hannett; Komakino wurde als Gratis-Flexi-Disc konzipiert. Die Single sollte als Ergänzung zum Album Closer verschenkt werden. Die Single enthielt abgeschlossene Aufnahmen der Studiosession zum Album. Die Erstauflage umfasste 10.000 Exemplare, insgesamt ca. 75.000 Exemplare produziert.                                                                             |
| 1980 | Love Will Tear Us Apart Factory FAC-23                                         | — | — | — | UK13 e ×2Doppelplatin · (26 Wo.)UK | — | Erstveröffentlichung: 27. Juni 1980 Verkäufe: + 1.285.000 | Aufnahmestudio: Strawberry Studios; Produktion: Hannett; Die Single wurde mehrmals neu herausgegeben. 1983 und 1995 als Auskopplung der Kompilation Permanent. |
| 1980 | Atmosphere / She’s Lost Control Factory FACUS-2 (US) • Factory FAC-213.12 (WW) | — | — | — | UK34 f (5 Wo.)UK | — | Erstveröffentlichung: 2. September 1980                   | Aufnahmestudio: Strawberry Studios; Produktion: Hannett; 1988 erschien die Single als Auskopplung der Substance-Kompilation erneut mit neuem Artwork für den internationalen Markt. |

## Videoalben und Musikvideos

### Videoalben
| Jahr | Titel Musiklabel Katalog-Nr.                                 | Höchstplatzierung, Gesamtwochen, AuszeichnungChartplatzierungen (Jahr, Titel, Musiklabel Katalog-Nr., Platzierungen, Wochen, Auszeichnungen, Anmerkungen, Zusatzinformationen) | Höchstplatzierung, Gesamtwochen, AuszeichnungChartplatzierungen (Jahr, Titel, Musiklabel Katalog-Nr., Platzierungen, Wochen, Auszeichnungen, Anmerkungen, Zusatzinformationen) | Höchstplatzierung, Gesamtwochen, AuszeichnungChartplatzierungen (Jahr, Titel, Musiklabel Katalog-Nr., Platzierungen, Wochen, Auszeichnungen, Anmerkungen, Zusatzinformationen) | Höchstplatzierung, Gesamtwochen, AuszeichnungChartplatzierungen (Jahr, Titel, Musiklabel Katalog-Nr., Platzierungen, Wochen, Auszeichnungen, Anmerkungen, Zusatzinformationen) | Höchstplatzierung, Gesamtwochen, AuszeichnungChartplatzierungen (Jahr, Titel, Musiklabel Katalog-Nr., Platzierungen, Wochen, Auszeichnungen, Anmerkungen, Zusatzinformationen) | Anmerkungen                                         | Zusatzinformationen |
| Jahr | Titel Musiklabel Katalog-Nr.                                 | DE | AT | CH | UK | US | Anmerkungen                                         | Zusatzinformationen |
| ---- | ------------------------------------------------------------ | --- | --- | --- | --- | --- | --------------------------------------------------- | --- |
| 1982 | Here Are the Young Men Factory Records FACT-37v              | — | — | — | — | — | Erstveröffentlichung: 1982 (VHS)                    | Inhalt: Konzertaufnahmen vom 27. und 28. Oktober 1979 aus dem Apollo Theater in Manchester, vom 18. Januar 1980 aus dem Effenaar in Eindhoven sowie das im ehemaligen Proberaum aufgezeichnete Musikvideo zu Love Will Tear Us Apart. Vom Auftritt am 27. Oktober wurden Decades, Dead Souls und Love Will Tear Us Apart als erstes bis drittes und Sound of Music als elftes Stück übernommen. Vom 28. Oktober wurden Shadowplay als viertes, Autosugession als neuntes und Walked in Line als dreizehntes Stück des Videos genutzt. Als fünfzehntes und damit letztes Stück wurde das Musikvideo von Love Will Tear Us Apart genutzt. Die Aufnahme vom 18. Januar komplettierten das Video mit Day of the Lords, Digital, Colony und New Dan Fades als fünftes bis achtes, Transmission als zehntes und She’s Lost Control als zwölftes Stück des Films. |
| 2006 | Their Own Story in Their Own Words Universal Music 825 683 1 | — | — | — | UK2 Gold · (98 Wo.)UK | — | Erstveröffentlichung: 2006 (DVD) Verkäufe: + 25.000 | |

grau schraffiert: keine Chartdaten aus diesem Jahr verfügbar

### Musikvideos
| Jahr | Titel                   | Regie Drehort                                  | Zusatzinformationen |
| ---- | ----------------------- | ---------------------------------------------- | --- |
| 1980 | Love Will Tear Us Apart | Stuart Orme T.J. Davidson’s Studio, Manchester | Auftritt der Gruppe in ihrem ehemaligen Probenraum; Das Video wurde für das australische Musikfernsehen überarbeitet, indem die Tonspur der Aufnahme gelöscht und durch die reguläre Version der Single ersetzt wurde. 1995 wurde das Video, zur Veröffentlichung der Kompilation Permanent, mit einer veränderten Version des Liedes erneut veröffentlicht.   |
| 1988 | Atmosphere              | Anton Corbijn Spanien                          | Kleine Gestalten in Roben und Kapuzen laufen durch eine karge Landschaft und tragen ein überdimensionales Bild von Ian Curtis; 1988 als Bestandteil der Kompilation Substance veröffentlicht, findet sich das Video auch den DVDs des Spielfilms Control, der Dokumentation Director’s Series Vol. 6 – Work of Director Anton Corbijn und The New Order Story. |
| 1991 | Transmission            | — BBC Studios, London                          | Auftritt bei Something Else; Zur Promotion des Factory-Box-Sets (Katalognummer: FACT-400) erschienen. |
| 2004 | She’s Lost Control      | Malcolm Whitehead Diverse                      | Zusammenschnitt von Bild und Videomaterial zu Albumversionen von New Dawn Fades und She’s Lost Control; Insgesamt sieben Minuten dauerndes Musikvideo von Whitehead, der zuvor das Konzertvideo A Factory Flick gedreht hatte. |

## Boxsets
| Jahr | Titel Musiklabel Katalog-Nr.                | Höchstplatzierung, Gesamtwochen, AuszeichnungChartplatzierungen (Jahr, Titel, Musiklabel Katalog-Nr., Platzierungen, Wochen, Auszeichnungen, Anmerkungen, Zusatzinformationen) | Höchstplatzierung, Gesamtwochen, AuszeichnungChartplatzierungen (Jahr, Titel, Musiklabel Katalog-Nr., Platzierungen, Wochen, Auszeichnungen, Anmerkungen, Zusatzinformationen) | Höchstplatzierung, Gesamtwochen, AuszeichnungChartplatzierungen (Jahr, Titel, Musiklabel Katalog-Nr., Platzierungen, Wochen, Auszeichnungen, Anmerkungen, Zusatzinformationen) | Höchstplatzierung, Gesamtwochen, AuszeichnungChartplatzierungen (Jahr, Titel, Musiklabel Katalog-Nr., Platzierungen, Wochen, Auszeichnungen, Anmerkungen, Zusatzinformationen) | Höchstplatzierung, Gesamtwochen, AuszeichnungChartplatzierungen (Jahr, Titel, Musiklabel Katalog-Nr., Platzierungen, Wochen, Auszeichnungen, Anmerkungen, Zusatzinformationen) | Anmerkungen                              | Zusatzinformationen |
| Jahr | Titel Musiklabel Katalog-Nr.                | DE | AT | CH | UK | US | Anmerkungen                              | Zusatzinformationen |
| ---- | ------------------------------------------- | --- | --- | --- | --- | --- | ---------------------------------------- | --- |
| 1997 | Heart and Soul London Records 828 968-2     | — | — | — | UK70 (1 Wo.)UK | — | Erstveröffentlichung: 8. Dezember 1997   | Produktion: Martin Hannett, Joy Division & Chris Nagel; 4-CD-Set inklusive Raritätensammlung unbekannter Studio- und Demoaufnahmen sowie diverse Konzertaufnahmen. |
| 2001 | Fractured NMC Music FACD2.61z               | — | — | — | — | — | Erstveröffentlichung: 2. Oktober 2001    | Inhalt: Preston 28 February 1980 + Les Bains Douches 18 December 1979; Auf 1.000 Exemplare limitierte Zusammenfassung der beiden Konzertalben in einer nummerierten Pappbox. |
| 2004 | Re-fractured Box Alchemy Entertainment      | — | — | — | — | — | Erstveröffentlichung: Januar 2004        | 3-CD-Box mit den Konzertalben Preston 28 February 1980 + Les Bains Douches 18 December 1979 und weiteren Aufnahmen der enthaltenen Konzerte. Auf 3.000 Exemplare limitierte Zusammenstellung von Konzertaufnahmen, die größtenteils bereits auf den Livealben erhältlich waren. Inklusive eines T-Shirts mit der Aufschrift „Refractured“ und einem Replik des Konzertplakates zum Auftritt im Les Bains Douches. Die Aufnahmen wurden entgegen den Veröffentlichungen als eigenständige Alben neu arrangiert, wodurch Leerstellen zwischen den einzelnen Liedern vorhanden sind und die Titelliste zu den Originalveröffentlichungen variieren. |
| 2007 | In Memory London Records 2564 69929 1       | — | — | — | — | — | Erstveröffentlichung: 17. September 2007 | Produktion: Martin Hannett, Chris Nagel; 4-LP-Set zum Record Store Day der beiden Studioalben und Still. |
| 2010 | +− Singles 1978–80 Rhino Records 2564672145 | — | — | — | — | — | Erstveröffentlichung: 6. Dezember 2010   | Produktion: Joy Division, Paul Morley & Martin Hannett; 10-Singles-Box. Aufbereitung aller erschienenen Singles in ihrer jeweiligen Originalgestaltung, erweitert um die Samplerbeiträge, die in der Gestaltung der jeweiligen Sampler als Single präsentiert werden. |

## Sonderveröffentlichungen

### Alben
| Jahr | Titel Musiklabel Katalog-Nr.                        | Anmerkungen                                      | Zusatzinformationen |
| ---- | --------------------------------------------------- | ------------------------------------------------ | --- |
| 2009 | Les coffret culte fnac Joy Division Fnac Darty      | Erstveröffentlichung: 12. Oktober 2009 (FR)      | Teil der „Les-coffret-culte“-Reihe; Produktion: Martin Hannett; Das Album Closer mit einer Dokumentation auf DVD, einem mehrseitigen Begleitbuch sowie 20 separate Fotografien der Band. |
| 2010 | Closer / Unknown Pleasures Warner Music 5249806162  | Erstveröffentlichung: 2010 (FR)                  | Teil der „Coffret“-Reihe; Produktion: Martin Hannett & Chris Nagel; Beide Studioalben als Paket in Pappschubern. |
| 2012 | La sélection idéale Rhino Records 5310533385        | Erstveröffentlichung: 21. September 2012 (FR)    | Teil der „La-sélection-idéale“-Reihe; Produktion: Martin Hannett, Joy Division & Chris Nagel; Zusammenfassung der drei Alben Unknown Pleasures, Closer und Still. |
| 2015 | The Many Faces of Joy Division Music Broker MBB7184 | Erstveröffentlichung: 17. Juli 2015 (Südamerika) | Teil der „The-Many-Faces“-Reihe; Tontechnik: Martin Hannett, Joy Division, Chris McCarter, Chris Nagel; 3-CD-Set inklusive einer Zusammenstellung populäre Stücke, einer Zusammenstellung von Vorgängern und zeitgleichen Interpreten sowie Unknown Pleasures Live von Peter Hook & the Light. |

Die Fülle an Tributalben über Joy Division ist aufgrund vieler kleiner Veröffentlichungen nicht klar zu beziffern. Auf den meisten Tributalben sind überwiegend Vertreter des Dark Wave, der Musik der schwarzen Szene oder des Alternative vertreten. Neben vielen national begrenzten Tributkompilationen die überwiegend von kleinen Firmen gestaltet sind und die weitestgehend auf unbekannte Interpreten zurückgreifen, existieren auch Alben einzelner Künstler, die sich vollständig der Bearbeitung der Musik von Joy Division widmen. Auf eine annähernd vollständige Aufzählung inklusive digitaler Veröffentlichungen und vorhandener Streichquartett-Adaptionen wird an dieser Stelle verzichtet.
| Jahr | Titel Musiklabel Katalog-Nr.                        | Anmerkungen                | Beiträge u. a. von…                                                                                              |
| ---- | --------------------------------------------------- | -------------------------- | --- |
| 1990 | Walk in Line, Walk in Silence Red Nail Music        | Erstveröffentlichung: 1990 | Murray the Cop, Midget Lambada, Purple Plush                                                                     |
| 1995 | Ceremonial Mere Mortal Productions                  | Erstveröffentlichung: 1995 | Lycia, Corpus Delicti, You Shriek                                                                                |
| 1995 | A Means to an End Virgin Records                    | Erstveröffentlichung: 1995 | Moby, Low, Face to Face                                                                                          |
| 1997 | Balance Ego Development                             | Erstveröffentlichung: 1997 | Norwegisches Metal-Tributalbum: Theatre of Tragedy, Beyond Dawn, The Tubs                                        |
| 2003 | Ceremony NIL Records                                | Erstveröffentlichung: 2003 | Tribut-EP von Ikon                                                                                               |
| 2005 | Love Shattered Pride Failure to Communicate Records | Erstveröffentlichung: 2005 | In the Nursery, Unto Ashes                                                                                       |
| 2006 | Warszawa Kuka Records                               | Erstveröffentlichung: 2006 | Polnisches Tributalbum: Agressiva 69, One Million Bulgarians, Disco Heine Medina, Not, Pustki                    |
| 2010 | Unknown Pleasures Live Pylon Records                | Erstveröffentlichung: 2010 | Livealbum von Peter Hook & the Light                                                                             |
| 2013 | Shadowplay Syborgmusic                              | Erstveröffentlichung: 2013 | The Tors of Dartmoor, Collection D’Arnell-Andrea, I-M-R, Arndt & Koch, Paul Roland                               |
| 2014 | 3.5 Decades Darkitalia                              | Erstveröffentlichung: 2014 | Italienisches Tributalbum: Schonwald, Stardom, NID, Der Himmel über Berlin                                       |
| 2015 | A Change of Speed, a Change of Style OV Records     | Erstveröffentlichung: 2015 | The Eternal Afflict, Die Krupps, Plastic Noise Experience, The Invincible Spirit, Phillip Boa and the Voodooclub |

### Lieder
| Jahr | Titel Album                                                | Anmerkungen                           | Zusatzinformationen |
| ---- | ---------------------------------------------------------- | ------------------------------------- | --- |
| 1978 | At a Later Date Short Circuit: Live at the Electric Circus | Erstveröffentlichung: 16. Juni 1978   | Der Sampler besteht aus Konzertaufnahmen, die während des letzten Abends des Electric Circus aufgezeichnet wurden. Joy Division, die zu diesem Zeitpunkt noch als Warsaw auftraten, sind mit nur einem Titel vertreten, da der Tonwagen erst während des ersten Stücks einsetzt. Da der Bandname vor der Produktion geändert wurde, ist die Band als Joy Division auf der Kompilation vermerkt. |
| 1979 | Digital A Factory Sample                                   | Erstveröffentlichung: 24. Januar 1979 | Erster Tonträger des Labels. Die aus Silber gefärbten Reispapier bestehende Hülle wurde von den Mitgliedern von Joy Division in der Wohnung von Alan Erasmus zusammengeklebt. |
| 1979 | Glass A Factory Sample                                     | Erstveröffentlichung: 24. Januar 1979 | Erster Tonträger des Labels. Die aus Silber gefärbten Reispapier bestehende Hülle wurde von den Mitgliedern von Joy Division in der Wohnung von Alan Erasmus zusammengeklebt. |
| 1979 | Auto-Suggestion Earcom 2: Contradiction                    | Erstveröffentlichung: Oktober 1979    | Beide von Joy-Division-Titel wurden während der Studioarbeit für Unknown Pleasures aufgenommen, jedoch nicht für das Album genutzt. |
| 1979 | From Safety to Where…? Earcom 2: Contradiction             | Erstveröffentlichung: Oktober 1979    | Beide von Joy-Division-Titel wurden während der Studioarbeit für Unknown Pleasures aufgenommen, jedoch nicht für das Album genutzt. |

## Statistik

### Chartauswertung
|                     | DE    | AT    | CH    | UK    | US    |
| ------------------- | ----- | ----- | ----- | ----- | ----- |
| Nummer-eins-Alben   | DE—DE | AT—AT | CH—CH | UK—UK | US—US |
| Top-10-Alben        | DE—DE | AT—AT | CH—CH | UK4UK | US—US |
| Alben in den Charts | DE3DE | AT2AT | CH2CH | UK9UK | US1US |

|                       | DE    | AT    | CH    | UK    | US    |
| --------------------- | ----- | ----- | ----- | ----- | ----- |
| Nummer-eins-Singles   | DE—DE | AT—AT | CH—CH | UK—UK | US—US |
| Top-10-Singles        | DE—DE | AT—AT | CH—CH | UK—UK | US—US |
| Singles in den Charts | DE—DE | AT—AT | CH—CH | UK2UK | US—US |

### Auszeichnungen für Musikverkäufe
| Silberne Schallplatte - Vereinigtes Königreich - 2022: für das Lied Disorder Goldene Schallplatte - Italien - 2018: für das Album Unknown Pleasures - 2019: für die Single Love Will Tear Us Apart - Neuseeland - 1981: für das Album Unknown Pleasures - Spanien - 2024: für die Single Love Will Tear Us Apart Platin-Schallplatte - Neuseeland - 2022: für die Single Love Will Tear Us Apart |

Anmerkung: Auszeichnungen in Ländern aus den Charttabellen bzw. Chartboxen sind in ebendiesen zu finden.
| Land/RegionAuszeichnungen für Musikverkäufe (Land/Region, Auszeichnungen, Verkäufe, Quellen) | Silber  | Gold       | Platin     | Verkäufe  | Quellen                       |
| -------------------------------------------------------------------------------------------- | ------- | ---------- | ---------- | --------- | ----------------------------- |
| Italien (FIMI)                                                                               | —       | 2× Gold2   | —          | 50.000    | fimi.it                       |
| Neuseeland (RMNZ)                                                                            | —       | Gold1      | Platin1    | 37.500    | aotearoamusiccharts.co.nz NZ2 |
| Spanien (Promusicae)                                                                         | —       | Gold1      | —          | 30.000    | elportaldemusica.es           |
| Vereinigtes Königreich (BPI)                                                                 | Silber1 | 7× Gold7   | 3× Platin3 | 2.325.000 | bpi.co.uk                     |
| Insgesamt                                                                                    | Silber1 | 11× Gold11 | 4× Platin4 |           |                               |